# Памятник Темерницкой таможне
Памятник Темерницкой таможне — скульптурный монумент, который был торжественно открыт в 2010 году на набережной Ростова-на-Дону в честь Дня рождения города и дня подписания Указа об основании Темерницкой таможни. Установка памятника состоялась согласно Постановлению № 890 от 24.11.2010 года Администрации города Ростова-на-Дону.

## История
На набережной города Ростова-на-Дону 15 декабря 2010 года был официально открыт памятник Темерницкой таможне. Событие было приурочено к празднованию Дня рождения Ростова-на-Дону и подписанию Указа про основание Темерницкой таможни. Скульптура была изготовлена в Новороссийске под руководством мастеров из Ростова-на-Дону. Создавали памятник скульпторы Сергей Олешня и Анатолий Дементьев. На изготовление монумента понадобилось больше 7 месяцев.
24 февраля 2017 года появилась информация о том, что памятник был частично поврежден. Были версии относительно вандализма, но на самом деле памятник был поврежден в результате дорожно-транспортного происшествия.

## Описание
В центре композиции — фигура таможенного офицера, который держит в руке Торговый устав, датируемый 1731 годом. Также у него есть и другие документы, регулирующие работу таможни. При создании памятника велись консультации с историками, для того, чтобы внешний вид памятника полностью соответствовал тому историческому периоду. Высота памятника 2 метра 20 сантиметров. Изготовлен из бронзы. Процесс монтажа на набережной перед открытием занял несколько часов.
Памятник установлен по улице Береговой напротив дома № 15.